# Olof Bruncrona
Olof Abraham Bruncrona, född 16 december 1802 i Solna församling, död 21 februari 1859 i Karlstad, Värmlands län, var en svensk militär och hovman.

## Biografi
Olof Bruncrona föddes 1802 på Karlbergs slott. Han var son till översten och överlotsdirektören Nils Abraham Bruncrona och Maria Juliana Brunecrona. Bruncrona blev kadett vid Krigsakademien på Karlberg 29 september 1817, konstituerades till kompaniofficer vid Krigsakademien 21 september 1818 och utexaminerades 22 september 1819. Han blev 26 oktober 1819 fänrik vid Svea livgarde, sekundadjutant där 18 december 1823, löjtnant 20 juni 1827, ordonnansofficer hos kronprinsen 1 februari 1830 och kammarherre 8 november samma år. Bruncrona blev kapten vid Svea livgarde 6 augusti 1841, adjutant hos kungen 24 februari 1848 och tilldelades riddare av Dannebrogorden 1 september 1848. Han blev major vid Svea livgarde 22 april 1851 och tilldelades riddare av Svärdsorden 10 november samma år.
Bruncrona blev överstelöjtnant där 29 september 1853, kabinettskammarherre hos kungen 13 oktober 1854 och överste i armén 7 maj 1856. Han var överste och chef för Värmlands regemente från 21 november 1856 till sin död, samt tilldelades riddare av Sankt Olavs orden 4 juli 1858 och riddare av Carl XIII:s orden 28 januari 1859. Bruncrona avled 1850 i Karlstad.

### Familj
Bruncrona gifte sig 16 december 1830 med stiftsjungfrun Christina Charlotta Lagerheim (1811–1889), dotter till hovmarskalken Erik Julius Lagerheim och Beata Charlotta af Segerström. De fick tillsammans barnen Eva Maria Charlotta Bruncrona (1831–1899) som var gift med häradshövdingen Carl Oskar Modig i Aska, Dals och Bobergs domsaga, Nils Julius Bruncrona (1833–1846), Anna Augusta Fatima Bruncrona (1835–1911) som var gift med sin fars kusin, ryttmästaren Gustaf Mattias Bruncrona och Ebba Elisabet Lovisa Bruncrona (1848–1861).